# Motor bicilíndric pla

Animació d'un motor bicilíndric boxer (oposat)

Un motor bicilíndric pla, conegut també pel seu nom anglès, flat-twin (literalment, "bessó pla"), és un motor de combustió interna en què els dos pistons es mouen en el mateix pla, generalment horitzontal. Hi ha dos cilindres, situats a banda i banda del cigonyal.

## Història i aplicació

### Motocicleta

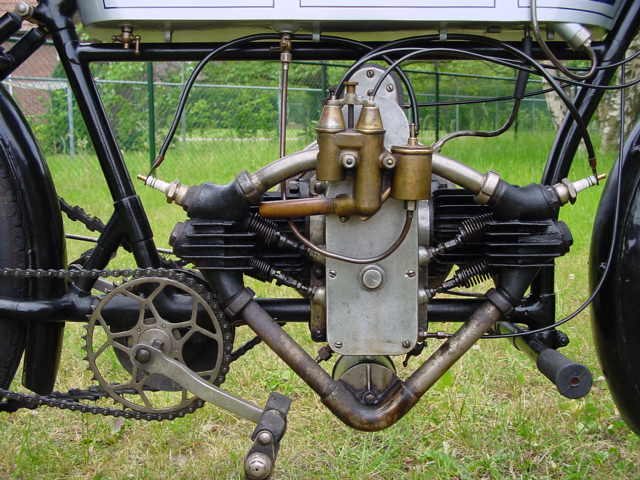
Motor d'una Douglas, un flat-twin implantat longitudinalment

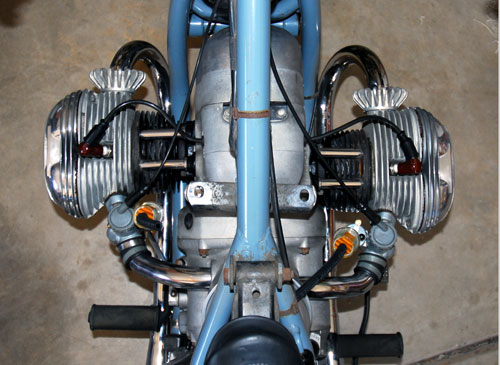
Motor d'una BMW R 60/2, un flat-twin disposat transversalment

Entre 1902 i 1904, el fabricant anglès Joseph F. Barter's Light Motors Ltd. va construir un motor monocilíndric per a bicicletes. El 1904, Barter va desenvolupar un altre sistema de motor per a bicicleta, el Fée, un bicilíndric pla de 200 cc que es muntava en línia amb el quadre. El Fée incorporava transmissió per cadena a un contraeix inferior (amb embragatge) i feia servir una corretja motriu per a moure la roda posterior. Aviat, Barter va anglicitzar el nom de Fée a Fairy. El 1916, la revista Motor Cycle afirmava que el Fée de 1904 fou el primer motor de motocicleta flat-twin, del qual des de llavors n'hi havia hagut moltes còpies.
Quan Light Motors va plegar el 1907, el fabricant Douglas de Bristol es va fer càrrec dels drets de fabricació de la firma. A partir d'aquell any, es va vendre la versió 350 cc de Douglas, similar a la Fairy, amb el motor muntat en línia amb el bastidor però sense el contraeix de la cadena i amb transmissió final per corretja.
La disposició tradicional de Douglas d'un motor bicilíndric pla muntat amb els cilindres paral·lels al bastidor havia estat copiada per diversos fabricants de motocicletes durant les dècades del 1910 i 1920. La Williamson Flat Twin, fabricada a Coventry del 1912 al 1914, l'Indian "Model O" (del 1917 al 1919) i la Harley-Davidson Model W (del 1919 al 1923) feien servir la disposició Douglas.
El 1918, ABC motorcycles va fabricar una motocicleta amb motor bicilíndric pla de 400 cc amb els cilindres muntats de manera transversal al bastidor, diversos anys abans que BMW adaptés aquest disseny i el fes popular amb el nom de motor boxer (el 1926, Granville Bradshaw, l'enginyer en cap d'ABC, va denunciar que BMW feia servir el seu disseny patentat).
Diversos fabricants alemanys van començar a fabricar motocicletes amb el disseny original de Douglas quan el fabricant de motors BMW va posar a la venda el seu propi motor bicilíndric pla M2B15 el 1920. L'M2B15 havia estat desenvolupat a partir de l'enginyeria inversa aplicada a un motor de motocicleta Douglas. D'ençà de 1923, BMW va comercialitzar un primer model de motocicleta amb motor pla anomenat «flat-twin» derivat del motor Douglas, la BMW R 32. Molts altres fabricants, entre ells Gnome et Rhône, FN, Zündapp i la prestigiosa moto francesa Midual, varen fer servir aquesta arquitectura, tant en muntatge longitudinal com transversal.

### Automòbil
Aquest motor el va muntar des de 1895 De Dion-Bouton. A partir de 1946, Panhard va desenvolupar un flat-twin i el va instal·lar als seus models Dyna X, Dyna Z, PL 17 i 24 (l'últim model de la marca, desapareguda el 1967).
Des de 1948, el Citroën 2 CV i els seus derivats (Ami 6, Dyane, Méhari, etc.) han emprat a gran escala el motor boxer bicilíndric.

## Galeria

Exemples diversos de « Flat-twin »
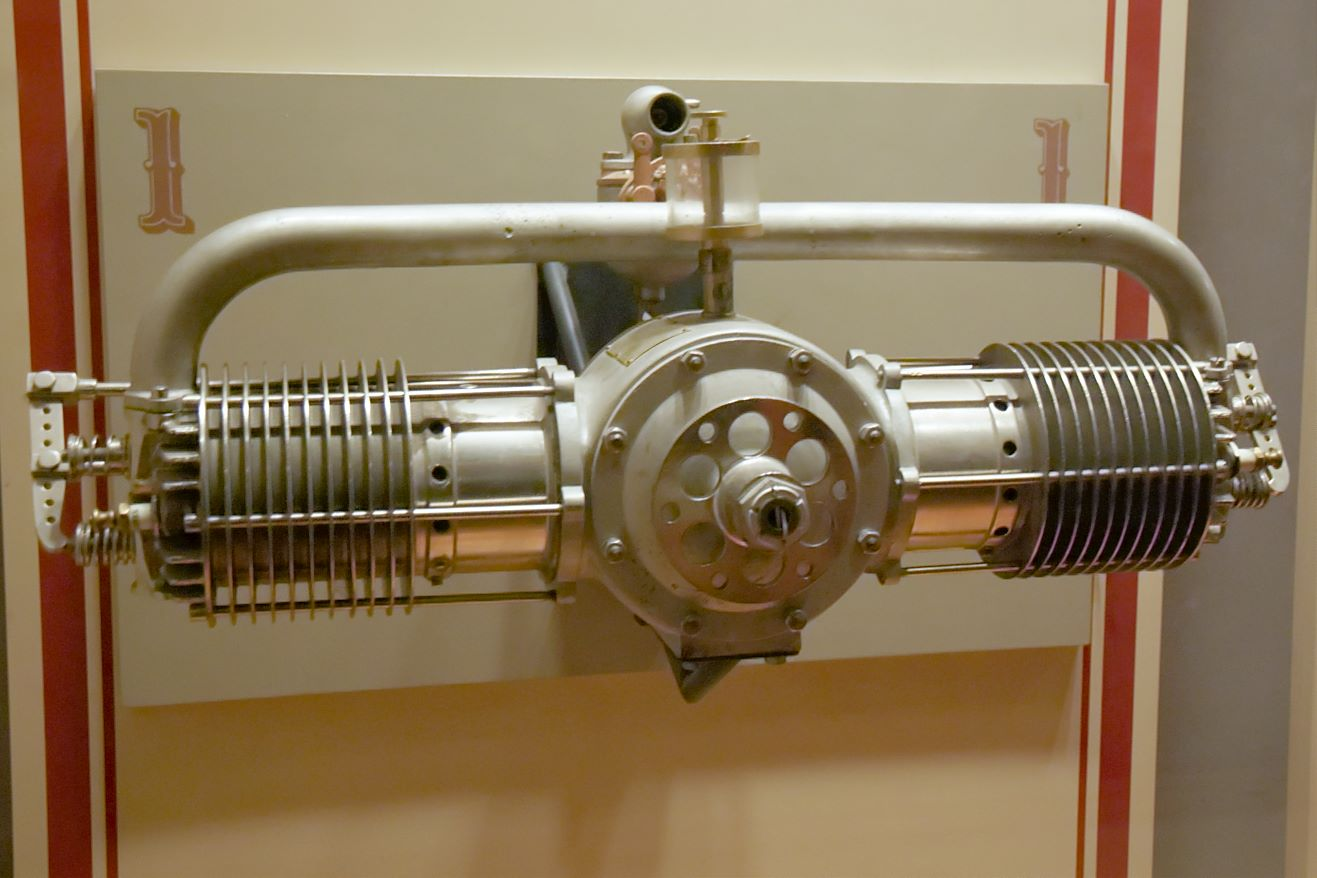
Flat-twin Kemp G-2 d'un avió d'abans la Primera Guerra Mundial (1913).
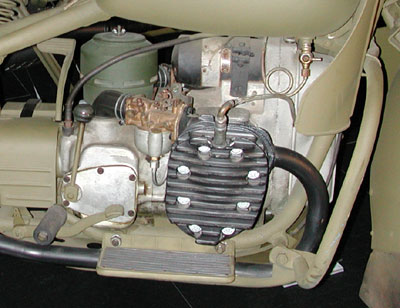
Flat-twin d'una Harley-Davidson XA (1942).
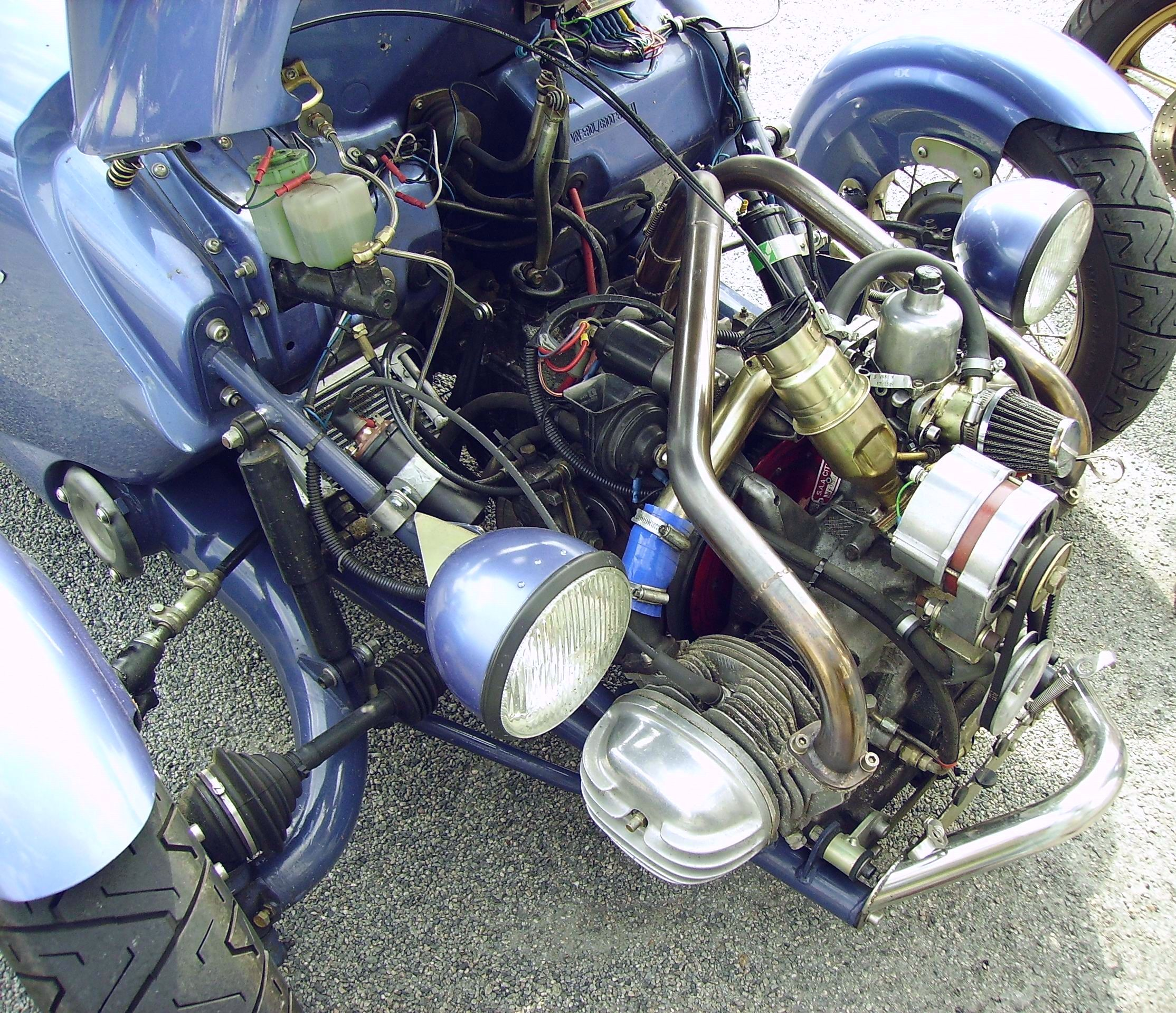
Kit car mb motor flat-twin de Citroën 2 CV (1948).
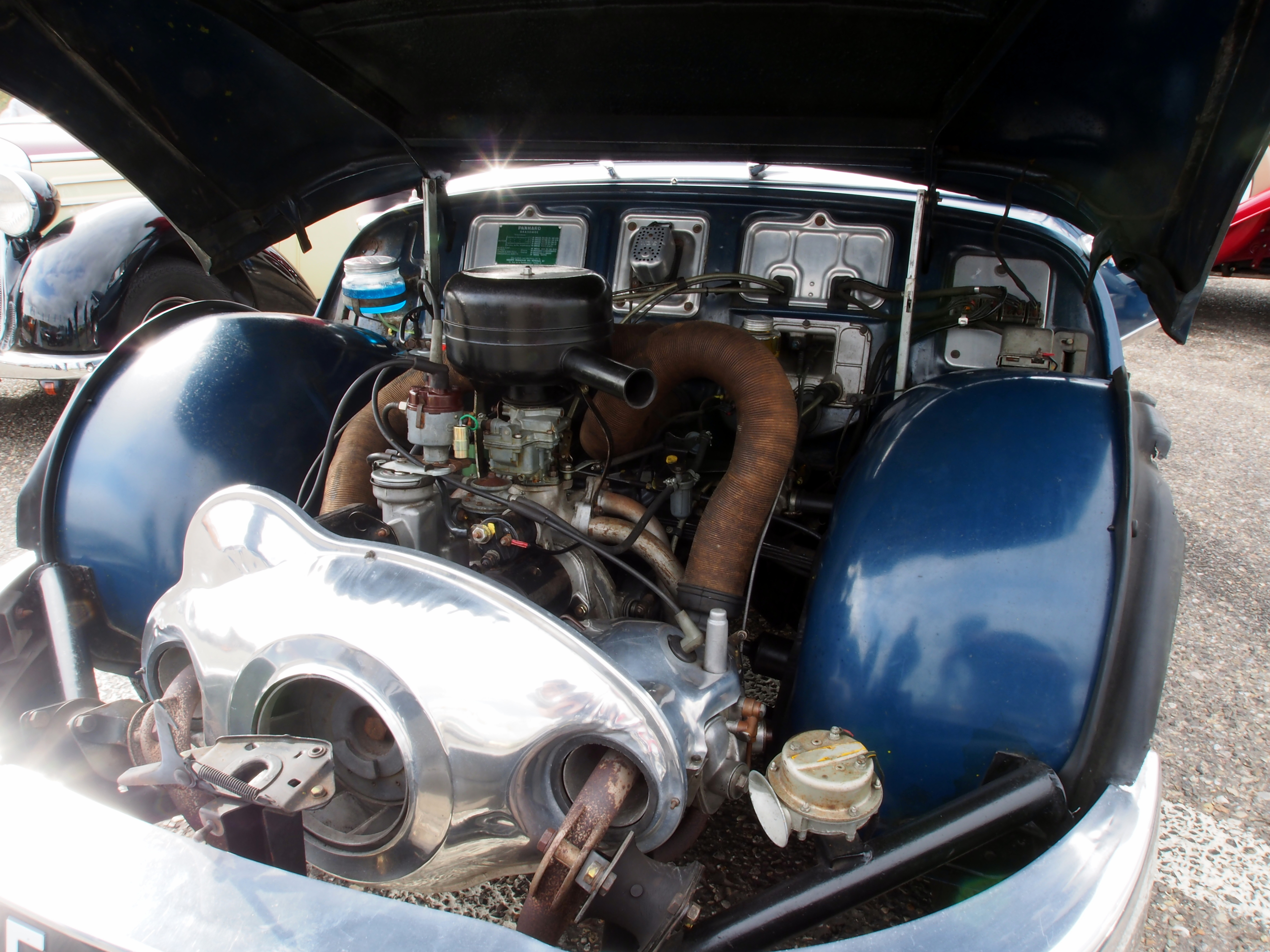
Motor de Panhard PL 17 (1959).
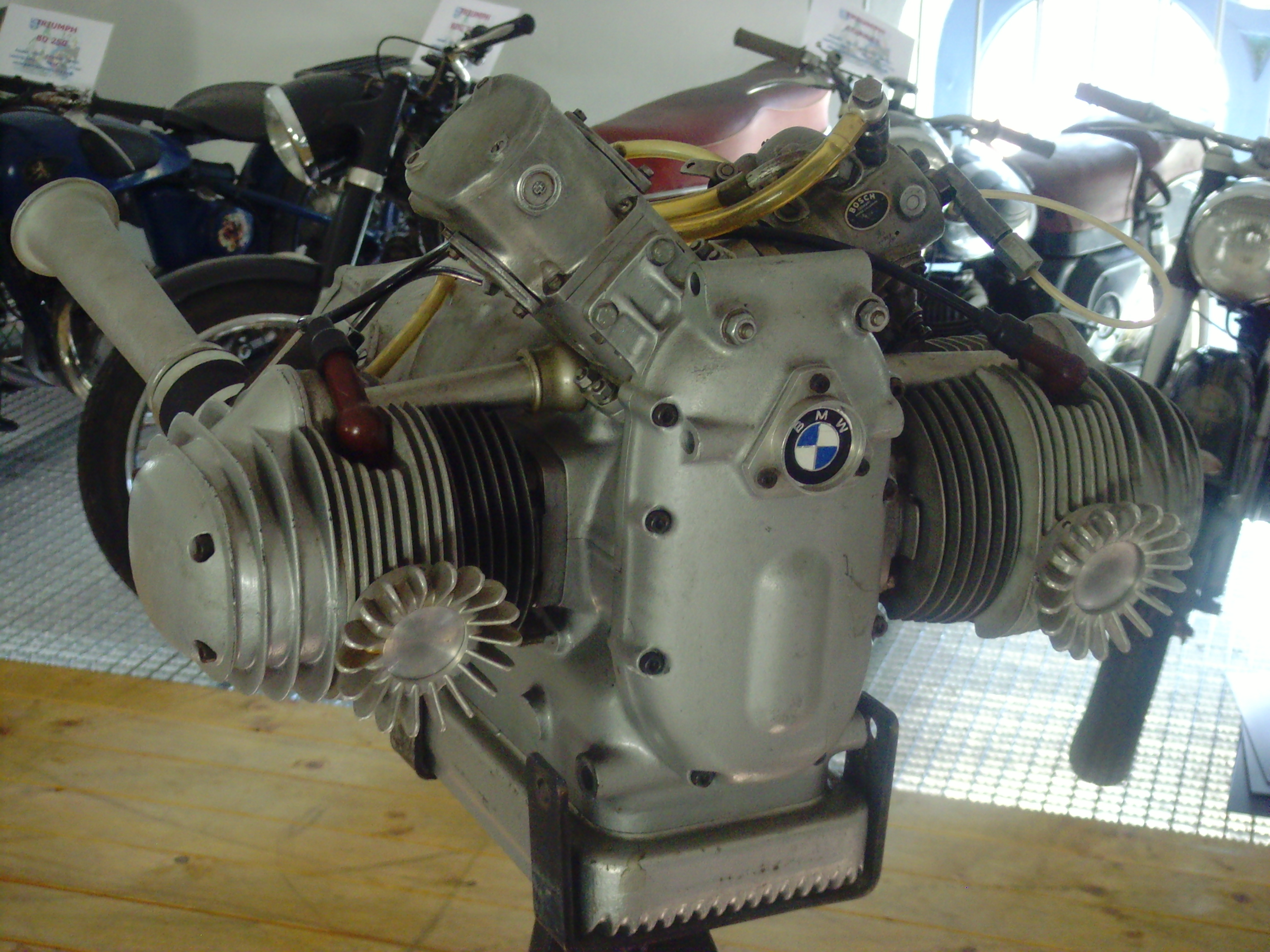
Motor flat-twin BMW.
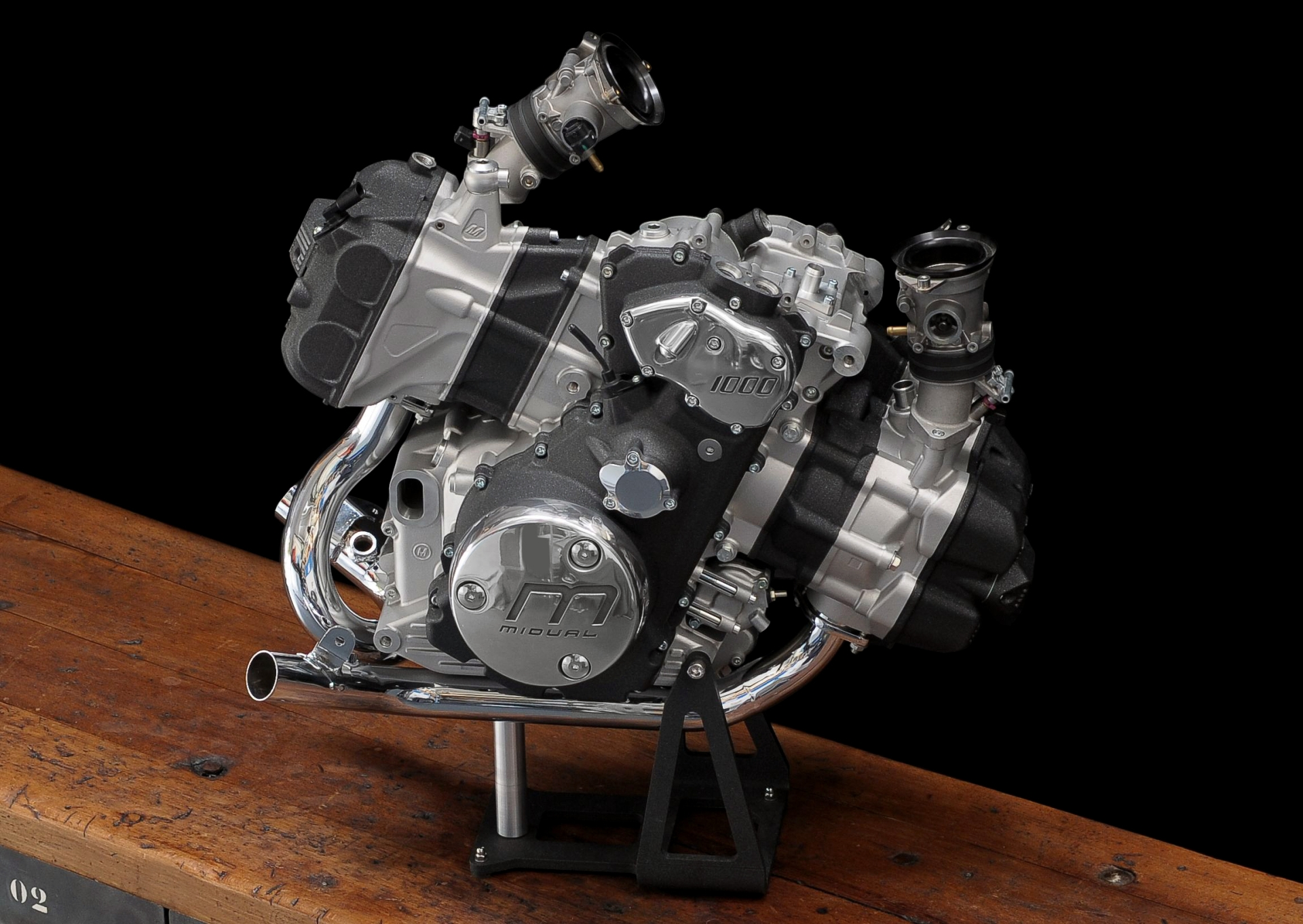
Flat-twin Midual muntat transversalment, amb inclinació de 25°, de 1.000 cc (2013).